# Przewalskia tangutica
Przewalskia tangutica ist die einzige Art der Gattung Przewalskia in der Familie der Nachtschattengewächse (Solanaceae). Die Art kommt ausschließlich in einem begrenzten Areal in China vor. Sie wurde 1881 zuerst von Karl Johann Maximowicz beschrieben. Der Gattungsname ehrt den russischen Militäroffizier, Naturforscher und Geographen Nikolai Michailovich Przewalski (1839 – 1888).

## Beschreibung

### Vegetative Merkmale
Przewalskia tangutica sind krautige Pflanzen mit ausdauernden, fleischigen Wurzeln, die eine Dicke von bis zu 3 cm haben können. Die Pflanze ist reichlich mit drüsigen Trichomen besetzt, die aus einem zwei- bis dreizelligem Stiel und einem vielzelligen Kopf bestehen. Die Sprossachse ist mit 5 bis 30 cm sehr kurz, sie ist teilweise unterirdisch und dort mit schuppenartigen Blättern besetzt. Der oberirdische Teil besitzt sehr kurze Internodien, so dass die Pflanze rosettenförmig erscheint. Die Laubblätter stehen an 2 bis 5,5 cm langen Blattstielen, die Blattspreiten haben eine Länge von 10 bis 17 cm und eine Breite von 1 bis 4,5 cm, sie sind länglich-spatelförmig oder eiförmig geformt.

### Blütenstände und Blüten
Die im Juni/Juli erscheinenden Blüten stehen in Büscheln aus ein bis drei (sechs) Blüten in den Achseln an mit 5 bis 10 mm Länge sehr kurzen Blütenstielen. Der radiärsymmetrische Kelch ist zylindrisch-glockenförmig und hat eine Länge von 10 bis 15 mm – in etwa der Hälfte der Länge der Kronröhre. Der Kelch besitzt fünf dreieckige, spitze Lappen, die 1/6 bis 1/7 der Länge der Kelchröhre besitzen. Die röhrenförmige Krone ist radiärsymmetrisch und 20 bis 26 mm lang. Die Kronlappen sind elliptisch oder eiförmig, länger als breit und etwa 4 mm lang. Die Staubblätter sind gleichgestaltig, stehen über die Kronröhre hinaus, die Staubfäden sind kürzer als die Staubbeutel. Die Staubfäden sind nahe dem distal gelegenen Ende der Kronröhre mit dieser verwachsen, an den Staubbeuteln setzen sie distal an. Die Staubbeutel sind etwa 1,5 mm lang. Die Pollen sind tricolpat, fast kugelförmig und mit 39 bis 40 µm mittelgroß. Die über die Krone herausstehende Narbe ist scheibenförmig-köpfchenförmig, es werden kreisförmige Nektarien gebildet.

### Früchte und Samen
Bis zur Reife der Frucht im Juli bis September vergrößert sich der Kelch auf eine Länge von 8 bis 13 cm und einen Durchmesser von 4 bis 6,5 cm und nimmt eine urnen- bis eiförmige Form an und wird beinahe lederig. Im Kelch entwickelt sich eine Pyxidium genannte Sonderform der trockenen Kapselfrüchte. Diese hat einen Durchmesser von 10 bis 15 mm. Die nierenförmigen Samen sind schwarzbraun und 3 mm lang und 2,5 mm breit. Das Embryo ist stark gebogen, die Kotyledonen kürzer als das restliche Embryo, Endosperm ist reichlich ausgeprägt.

### Chromosomenzahl
Die Chromosomenzahl beträgt 2n = 44.

## Verbreitung
Przewalskia tangutica ist endemisch in kalten und trockenen Gebieten im westlichen China, hauptsächlich dem sogenannten Qinghai-Xizang-Plateau. Sie bevorzugt sandige Böden in Höhenlagen zwischen 3200 und 5000 m NN.

## Verwendung
Die Wurzel wird als Heilkraut gegen Muskelkrämpfe, Schmerzen und Schwellungen verwendet.